# West Jefferson (North Carolina)
West Jefferson ist eine Town in North Carolina in den Vereinigten Staaten. Sie liegt im Ashe County nahe dem Dreiländereck zu Virginia und Tennessee am Südrand der Appalachen. Das U.S. Census Bureau ermittelte bei der Volkszählung 2020 eine Einwohnerzahl von 1279.

## Nachbargemeinden
| Abingdon      | Lansing | Jefferson  |
| Mountain City |         | Mulberry   |
| Boone         |         | Wilkesboro |

Von 1933 bis in die 1970er Jahre war der Ort Endstation des Virginia Creeper Trail der Norfolk and Western Railway Eisenbahnlinie.
Die im Ort ansässigen West Jefferson Dr Pepper (WJDP) sind einer von nur zwei Franchising-Nehmern der Dr Pepper Snapple Group in den USA, die die Limonade Mountain Dew in Lizenz herstellen dürfen.